# Javier Marías Franco
Javier Marías Franco (Madrid, 20 de setembre de 1951 - Madrid, 11 de setembre de 2022) fou un escriptor, traductor i editor espanyol, membre de la Reial Acadèmia Espanyola.

## Obra literària
L'obra de Javier Marías és extensa i inclou nombroses novel·les, relats, col·leccions d'articles periodístics, assajos i traduccions.

### Novel·les
- Los dominios del lobo (1971).
- Travesía del horizonte (1972).
- El monarca del tiempo (1978).
- El siglo (1983).
- El hombre sentimental (1986).
- Todas las almas (1989).
- Corazón tan blanco (1992).
- Mañana en la batalla piensa en mí (1994).
- Negra espalda del tiempo (1998).
- Tu rostro mañana (2002 - 2007):
  - 1: Fiebre y lanza (2002),
  - 2: Baile y sueño (2004),
  - 3: Veneno y sombra y adiós (2007).
- Los Enamoramientos (2011).
- Así empieza lo malo (2014).
- Berta Isla (Alfaguara, 2017)

### Relats
- Mientras ellas duermen (1990; edició ampliada el 2000).
- Cuando fui mortal (1996).
- Mala índole (1998).

### Col·leccions d'articles
- Pasiones pasadas (1991).
- Literatura y fantasma (1993; edición ampliada en 2001).
- Vida del fantasma (1995; edición ampliada en 2001).
- Salvajes y sentimentales: letras de fútbol (2000).
- Donde todo ha sucedido: al salir del cine (2005).
- Aquella mitad de mi tiempo: al mirar atrás (2008).
- El Semanal:
  - Mano de sombra (1997). (Articles 1995/97)
  - Seré amado cuando falte (1999). (Articles 1997/99)
  - A veces un caballero (2001). (Articles 1999/01)
  - Harán de mí un criminal (2003). (Articles 2001/02)
- El País Semanal:
  - El oficio de oír llover (2005). (Articles 2003/05)
  - Demasiada nieve alrededor (2007). (Articles 2005/07)
  - Lo que no vengo a decir (2009). (Articles 2007/09)
  - Ni se les ocurra disparar (2011). (Articles 2009/11)
  - Lo Tiempos ridículos (2013). (Articles 2011/13)

### Assajos
- Cuentos únicos (1989).
- Vidas escritas (1992).
- El hombre que parecía no querer nada (1996).
- Miramientos (1997).
- Faulkner y Nabokov: dos maestros (2009).
  - Si yo amaneciera otra vez de William Faulkner (1997).
  - Desde que te vi morir de Vladimir Nabokov (1999).

### Traduccions
Obres (excloent els articles) traduïdes per Javier Marías:
- El brazo marchito y otros relatos de Thomas Hardy (1974).
- Trastorno de Thomas Bernhard (1974).
- La vida y las opiniones del caballero Tristram Shandy. Los sermones de Mr. Yorick de Laurence Sterne (1978).
- De vuelta del mar de Robert Louis Stevenson (1980).
- El espejo del mar de Joseph Conrad (1981).
- Ehrengard de Isak Dinesen (1984).
- El violinista ambulante de Thomas Hardy (1984).
- El crepúsculo celta de William Butler Yeats (1985).
- Religio Medici. Hydriotaphia de Thomas Browne (1986).
- Autorretrato en espejo convexo de John Ashbery (1990).
- Un poema no escrito de W. H. Auden (1996).
- Notas para una ficción suprema de Wallace Stevens (1996).
- Si yo amaneciera otra vez de William Faulkner (1997).
- Desde que te vi morir de Vladimir Nabokov (1999).
- La mujer de Huguenin de M. P. Shiel (2000).
- Bruma de Richmal Crompton (2001).

## Premis
- Premio Nacional de Traducción per La vida y las opiniones del caballero Tristram Shandy (1979).
- Premio Herralde de Novela per El hombre sentimental (1986).
- Premi Ciutat de Barcelona per Todas las almas (1989).
- Premio de la Crítica per Corazón tan blanco (1993).
- Prix L'Œil et la Lettre per Corazón tan blanco (1993).
- Premi Rómulo Gallegos per Mañana en la batalla piensa en mí (1995).
- Premio Fastenrath (Real Academia Española de la Lengua) per Mañana en la batalla piensa en mí (1995).
- Prix Femina Étranger per Mañana en la batalla piensa en mí (1996).
- Premio Nelly Sachs (Dortmund) por el conjunto de su obra (1997).
- IMPAC International Dublin Literary Award (Trinity College de Dublín) por Corazón tan blanco (1997).
- Premio Letterario Internazionale Mondello-Città di Palermo per Mañana en la batalla piensa en mí (1998).
- Premio Comunidad de Madrid a la creación artística pel conjunt de la seva obra (1998).
- Premio Internazionale Ennio Flaiano per El hombre sentimental (2000).
- Premio Grinzane Cavour pel conjunt de la seva obra (2000).
- Premio Internacional Alberto Moravia de narrativa extranjera pel conjunt de la seva obra (2000).
- Premio Nacional de Periodismo Miguel Delibes per El oficio de oír llover (2003).
- Premio Salambó al mejor libro de narrativa per Tu rostro mañana, 1: Fiebre y lanza (2003).
- Premio José Donoso de las letras pel conjunt de la seva obra (2008).
- Premi austríac de literatura europea (2011).